# エルネスト・メヒア
- アーネスト・メヒア

エルネスト・アントニオ・メヒア・アルバラード（Ernesto Antonio Mejía Alvarado, 1985年12月2日 - ）は、ベネズエラ・ポルトゥゲサ州グアナレ出身の元プロ野球選手（一塁手）。右投右打。「アーネスト・メヒア」と表記されることもある。

## 経歴

### ブレーブス傘下時代
2002年7月8日にアトランタ・ブレーブスと契約。
2005年、ルーキー級ガルフ・コーストリーグ・ブレーブスでプロデビュー。44試合に出場し、7本塁打、22打点、打率.223だった。
2006年はルーキー級ダンビル・ブレーブスで50試合に出場し、4本塁打、25打点、1盗塁、打率.296だった。
2007年はルーキー級ダンビルとA級ローム・ブレーブスでプレー。A級ロームでは36試合に出場し、4本塁打、24打点、2盗塁、打率.307だった。
2008年はA+級マートルビーチ・ペリカンズで131試合に出場し、21本塁打、93打点、2盗塁、打率.274だった。
2009年はA+級マートルビーチ、AA級ミシシッピ・ブレーブス、ルーキー級ガルフ・コーストリーグでプレー。オフにFAとなった。

### ロイヤルズ傘下時代
2009年12月11日にカンザスシティ・ロイヤルズとマイナー契約を結んだ。
2010年はAA級ノースウエストアーカンソー・ナチュラルズで71試合に出場し、11本塁打、48打点、1盗塁、打率.268だった。7月にA+級ウィルミントン・ブルーロックスへ降格。43試合に出場し、5本塁打21打点、打率.288だった。

### ブレーブス傘下復帰
2010年12月17日にブレーブスとマイナー契約を結んだ。
2011年はAA級ミシシッピで137試合に出場し、26本塁打、99打点、4盗塁、打率.297だった。11月22日に古巣・ブレーブスとマイナー契約で再契約した。
2012年はAAA級グウィネット・ブレーブスで133試合に出場し、24本塁打、92打点、10盗塁、打率.296と好成績を残し、インターナショナルリーグのオールスターチームに選出された。11月2日にブレーブスとメジャー契約を結び、40人枠入りを果たした。
2013年1月25日に2012年度の「International League Rookie of the Year Award」を受賞。3月15日にAAA級グウィネットへ異動した。この年はAAA級で134試合に出場し、28本塁打、83打点、8盗塁、打率.249だった。
2014年2月25日にブレーブスと1年契約に合意、3月26日にAAA級グウィネットへ異動した。開幕後は20試合に出場し、打率.354・7本塁打・24打点の成績を残したが、NPB・埼玉西武ライオンズへの移籍が両球団間で合意に達したため、4月26日にブレーブスとの契約を解除された。

### 西武時代
2014年4月30日に埼玉西武ライオンズへの入団が発表され、5月5日に入団会見を行った。背番号は「99」。5月14日に一軍へ合流し、翌15日の対北海道日本ハムファイターズ8回戦（札幌ドーム）に5番・指名打者で先発起用されると、第1打席で上沢直之から左越えにソロ本塁打を打ち、NPB史上56人目（球団では2011年のライアン・マルハーン以来6人目）となる初打席初本塁打を記録した。106試合の出場で打率.290・34本塁打・73打点・OPS.950を記録し、同僚の中村剛也とともに最多本塁打を獲得。なお同一シーズンに同一球団から複数の本塁打王獲得者が出たのは2リーグ制以降では初。更にシーズン途中入団での本塁打王獲得は史上初。10月7日、球団より2015年シーズンの契約に合意したとの発表が行われた。
2015年は、前年のシーズンオフ中の体重管理を怠ったことと他球団から研究されたことが要因となり、135試合に出場したものの前年に比べて打率を大きく落とし、打率.235・27本塁打・89打点という成績であった。11月18日に再契約を結んだことが発表された。そして前年のように体重管理を怠らないように、球団からオフ中の自主練習風景の動画の撮影及び提出を求められることとなった。また第1回WBSCプレミア12のベネズエラ代表に選出されたが、辞退した。
2016年の3・4月は28試合で打率.315、10本塁打、28打点と活躍し、月間MVPを受賞。この年は自己最多の137試合に出場し、打率.252、35本塁打、103打点と前年の成績を上回った。シーズン中の9月6日には西武と3年総額15億円+出来高で契約を更新した。
2017年は不調で8月5日に登録抹消された。7月23日の日本ハム戦の第4打席で二塁打を打ってから、8月17日に一軍再登録されて同24日のソフトバンク戦の第1打席で本塁打を打つまで丸1か月、20打数連続ノーヒットと苦しんだ。この年は113試合の出場で打率.241・19本塁打・53打点の成績、来日後初めて規定打席未到達に終わった。
2018年は、オープン戦で痛めた左手首のケガをおして出場を続けていたが、代打での出場が主だったこともあり82試合の出場に留まり、打率.212・9本塁打・21打点と前年の成績を大きく下回った。シーズンオフに左手首関節鏡視下クリーニング手術を受けた。
2019年はNPB移籍後初めて開幕一軍は逃したものの二軍戦で好調をキープし、ホーム開幕戦から一軍に合流した。4月10日の東北楽天ゴールデンイーグルス戦では球団通算9000号となる本塁打を記録した。9月23日の楽天戦で代打で登場し、決勝打となる走者一掃の二塁打を打った。その後のヒーローインタビューで「チームを救うために地球の反対側から違う国に飛んできている。チームを助けることができて嬉しい」とコメントした。この年は主に代打として出場し、自己最少となる75試合、打率.211、6本塁打、20打点とNPB移籍以降最低の成績にはなったが、得点圏打率.324と勝負強さが光った。また、この年のチームの代打ではメヒア以外は本塁打を打っておらず、それも故あって代打として数多く出場した。10月13日の福岡ソフトバンクホークスとのCSファイナルステージでリック・バンデンハークから本塁打を打った。オフの12月6日に4億3,000万円減となる1億800万円の単年契約でチームに残留することが発表された。
2020年は2年連続で開幕を二軍で迎えたが、7月25日にシーズン初昇格を果たす。8月9日の日本ハム戦で正一塁手の山川穂高が右足首を捻挫し、以降は山川に代わってファーストでのスタメン出場が増えた。8月は月間打率.300、月間OPS1.152と好調だったが、月を追うごとに成績は下降した。最終的には74試合の出場で打率.207、11本塁打、33打点だった。
2021年3月2日に現状維持の1億円（推定）で単年契約を結んだことが球団から発表された。COVID-19流行の影響による入国制限で来日が4月2日となり、4月16日に隔離期間が明けた。4月17日に二軍に合流したものの一時実戦を離れ、5月22日に二軍で実戦復帰した。5月28日に「感染拡大防止特例2021」の代替選手として一軍に昇格した。代打を中心に出場機会を得たが、22打席で12三振と結果を残せず6月29日に登録抹消となった。前半戦終了後の7月15日にアメリカに帰国していたが、コロナ禍で家族が来日できないことが大きな理由となり、球団に退団を申し入れ、球団も了承。7月26日にウェイバー公示の手続きが行われ、退団となった。

## 選手としての特徴
規定打席を達成した年は全て出場試合数を超える三振数を記録するなど確実性に欠ける。そのため山川穂高がレギュラーに定着してからはスタメン出場が激減した。
東北楽天ゴールデンイーグルスの抑えの松井裕樹との対戦成績が良く、2019年だけで4打数3安打、3本塁打、5打点、1四球、打率.750、出塁率.800、長打率3.000を記録。NPBに在籍した8年間通算でも24打数10安打、5本塁打、4四球、打率.417、出塁率.500、長打率1.125を記録した。
お立ち台での決め台詞は「メヒアサマサマヤー!」。2016年4月24日の楽天戦、3打席連続本塁打でチームの全打点を叩き出し、ヒーローインタビュー直前にチームメイトからそのセリフを吹き込まれたのがきっかけである。グッズ化もされるなど、ファンがメヒアの活躍時に使うフレーズとして定着している。

## 詳細情報

### 年度別打撃成績
| 年 度     | 球 団     | 試 合 | 打 席 | 打 数 | 得 点 | 安 打 | 二 塁 打 | 三 塁 打 | 本 塁 打 | 塁 打 | 打 点 | 盗 塁 | 盗 塁 死 | 犠 打 | 犠 飛 | 四 球 | 敬 遠 | 死 球 | 三 振 | 併 殺 打 | 打 率 | 出 塁 率 | 長 打 率 | O P S |
| --------- | --------- | ----- | ----- | ----- | ----- | ----- | -------- | -------- | -------- | ----- | ----- | ----- | -------- | ----- | ----- | ----- | ----- | ----- | ----- | -------- | ----- | -------- | -------- | ----- |
| 2014      | 西武      | 106   | 450   | 396   | 56    | 115   | 11       | 1        | 34       | 230   | 73    | 2     | 1        | 0     | 3     | 45    | 1     | 6     | 156   | 4        | .290  | .369     | .581     | .950  |
| 2015      | 西武      | 135   | 525   | 473   | 52    | 111   | 31       | 0        | 27       | 223   | 89    | 0     | 0        | 0     | 2     | 45    | 1     | 5     | 153   | 14       | .235  | .307     | .471     | .778  |
| 2016      | 西武      | 137   | 583   | 511   | 73    | 129   | 26       | 0        | 35       | 260   | 103   | 1     | 1        | 0     | 7     | 59    | 4     | 6     | 148   | 15       | .252  | .333     | .509     | .842  |
| 2017      | 西武      | 113   | 388   | 345   | 34    | 83    | 18       | 0        | 19       | 158   | 53    | 1     | 0        | 0     | 2     | 37    | 0     | 4     | 100   | 7        | .241  | .320     | .458     | .778  |
| 2018      | 西武      | 82    | 234   | 212   | 20    | 45    | 7        | 0        | 9        | 79    | 21    | 0     | 0        | 0     | 1     | 18    | 0     | 3     | 62    | 3        | .212  | .282     | .373     | .655  |
| 2019      | 西武      | 75    | 147   | 128   | 13    | 27    | 9        | 0        | 6        | 54    | 31    | 0     | 0        | 0     | 4     | 15    | 0     | 0     | 46    | 2        | .211  | .286     | .422     | .708  |
| 2020      | 西武      | 74    | 260   | 237   | 20    | 49    | 13       | 1        | 11       | 97    | 33    | 0     | 0        | 0     | 1     | 20    | 1     | 2     | 82    | 5        | .207  | .273     | .409     | .682  |
| 2021      | 西武      | 16    | 22    | 21    | 1     | 3     | 2        | 0        | 1        | 8     | 3     | 0     | 0        | 0     | 0     | 1     | 0     | 0     | 12    | 0        | .143  | .182     | .381     | .563  |
| 通算：8年 | 通算：8年 | 738   | 2609  | 2323  | 269   | 562   | 117      | 2        | 142      | 1109  | 406   | 4     | 2        | 0     | 20    | 240   | 7     | 26    | 759   | 50       | .242  | .317     | .477     | .794  |

- 2021年度シーズン終了時
- 各年度の太字はリーグ最高

### 年度別守備成績
| 年 度 | 球 団 | 一塁  | 一塁  | 一塁  | 一塁  | 一塁  | 一塁     |
| 年 度 | 球 団 | 試 合 | 刺 殺 | 補 殺 | 失 策 | 併 殺 | 守 備 率 |
| ----- | ----- | ----- | ----- | ----- | ----- | ----- | -------- |
| 2014  | 西武  | 94    | 757   | 63    | 4     | 55    | .995     |
| 2015  | 西武  | 123   | 921   | 71    | 5     | 72    | .995     |
| 2016  | 西武  | 93    | 789   | 69    | 6     | 75    | .993     |
| 2017  | 西武  | 73    | 624   | 44    | 7     | 55    | .990     |
| 2018  | 西武  | 2     | 9     | 3     | 0     | 1     | 1.000    |
| 2019  | 西武  | 1     | 5     | 1     | 0     | 1     | 1.000    |
| 2020  | 西武  | 60    | 516   | 41    | 5     | 44    | .991     |
| 通算  | 通算  | 446   | 3621  | 292   | 27    | 303   | .993     |

- 2021年度シーズン終了時

### タイトル
NPB
- 本塁打王：1回（2014年）

### 表彰
NPB
- ベストナイン：1回（一塁手部門：2014年）
- 月間MVP：1回（野手部門：2016年3・4月）
- 月間サヨナラ賞：1回（2019年9月）
- ホームランダービー優勝：1回（2016年第2戦）

### 記録

#### NPB
初記録
- 初出場・初先発出場:2014年5月15日、対北海道日本ハムファイターズ8回戦（札幌ドーム）、5番・指名打者で先発出場[8]
- 初打席・初安打・初打点・初本塁打：同上、2回表に上沢直之から左越ソロ ※NPB史上56人目の初打席初本塁打[8]
- 初盗塁：2014年8月5日、対福岡ソフトバンクホークス13回戦（西武ドーム）、6回裏に二盗（投手：ジェイソン・スタンリッジ、捕手：細川亨）

節目の記録
- 100本塁打：2017年5月4日、対福岡ソフトバンクホークス6回戦（福岡 ヤフオク!ドーム）、4回表にリック・バンデンハークから左中間越2ラン ※史上281人目

その他の記録
- オールスターゲーム出場：1回（2016年）

### 背番号
- 99（2014年5月7日 - 2021年8月2日）

### 登場曲
- 「Perros Salvages」ダディー・ヤンキー（2014年‐2015年）
- 「Pa' Tras y Pal Frente ft. Jory Boy & Cosculluela」Pusho（2016年）
- 「Gasolina」ダディー・ヤンキー（2018年 - 2021年）